# Te Papa Tongarewa

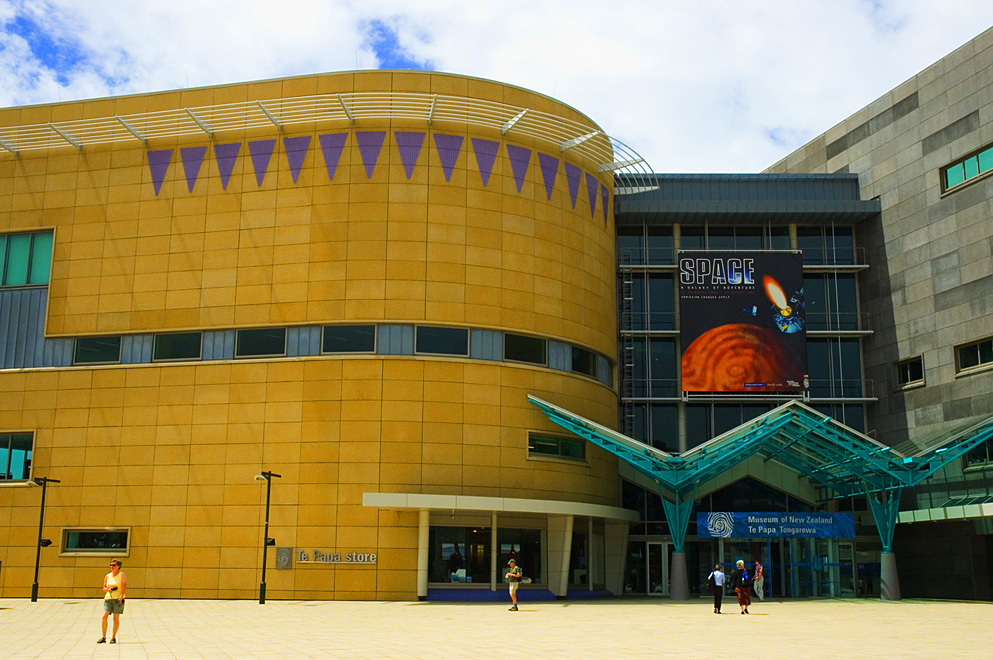
Te Papa Tongarewa.

Te Papa Tongarewa (maori för skattkammare) är Nya Zeelands nationalmuseum, beläget i Wellington.
Beslut om att uppföra museet fattades av regeringen 1992 genom "The Museum of New Zealand Te Papa Tongarewa Act". Enligt lagen skulle museet möjliggöra att nå följande mål:
- Sammanföra National Museum och National Art Gallery till en organisation
- Sammanföra de två institutionernas samlingar för att kunna visas på ett interdisciplinärt sätt
- Vara ett samarbete mellan Tangata Whenua (ursprungsbefolkningen Māori) och Tangata Tiriti (befolkning som lever i New Zealand enligt Waitangifördraget).
- Representera och verka för den ökande mångfalden i Nya Zeelands samhälle.

Uppförandet av institutionen påbörjades 1994 och invigdes 1998, efter en fyra år lång byggnadstid.
Museet är en betydande sevärdhet i Wellington, och har fram till 2019 haft över 30 miljoner besökare.